# باتريك كريستوفر
باتريك كريستوفر (بالإنجليزية: Patrick Christopher)‏ مواليد 3 يونيو 1988 في أرتيسيا، هو لاعب كرة سلة أمريكي. بدأ مسيرته الاحترافية في سنة 2010. يبلغ طوله 6 قدم 5 بوصة (2.0 م).

## المسيرة الاحترافية
لعب مع شوليه باسكت في الدوري الفرنسي في موسم 2011–2012، ثم لعب مع بشكتاش لكرة السلة في الدوري التركي في موسم 2012–2013، ثم لعب مع آيوا إنرجي في موسم 2013–2014، ثم لعب مع يوتا جاز في موسم 2014–2015، ثم لعب مع آيوا إنرجي في موسم 2015–2016.

## روابط خارجية
- باتريك كريستوفر على موقع إن بي أي (الإنجليزية)
- باتريك كريستوفر على موقع سبورتس رفرنس (الإنجليزية)
- باتريك كريستوفر على موقع كرة السلة الأوروبية.كوم (الإنجليزية)
- باتريك كريستوفر على موقع DraftExpress.com (الإنجليزية)
- باتريك كريستوفر على موقع كلية كرة السلة في سبورتس رفرنس.كوم (الإنجليزية)
- باتريك كريستوفر على موقع ريلجم (الإنجليزية)
- باتريك كريستوفر على موقع بروبوليرز (الإنجليزية)
- باتريك كريستوفر على موقع سبورتس رفرنس (الإنجليزية)
- باتريك كريستوفر على موقع سبورتس رفرنس (الإنجليزية)